# Limnonectes limborgi
Limnonectes limborgi es una especie de anfibio anuro de la familia Dicroglossidae. 

## Distribución geográfica
Se distribuye por el sudeste asiático: Birmania, Tailandia, Laos, Camboya y Vietnam. Probablemente se encuentre también en Yunnan (China) y en la India.
Es una rana terrestre que habita en la hojarasca en las cercanías de arroyos en zonas de bosque. Se encuentra diversos tipos de bosques, incluyendo bosques secundarios. Su rango altitudinal comprende desde los 220 hasta los 1010 metros de altitud. Pone hasta 15 huevos en pequeñas depresiones del terreno cubiertas de hojaraca. Los renacuajos se desarrollan en esos nidos. La taxonomía de esta especie no esta clara y puede ser que bajo este nombre se incluya más de una especie.